# KKR 03
 KKR 03  è una galassia nana irregolare (dwarf Irr) situata nella costellazione dei Cani da Caccia distante 6,98 milioni di anni luce dalla Terra (2,98 Megaparsec). Possiede una magnitudine assoluta di -10.85. Si trova al limite interno del Gruppo di M94.